# John Proby
John Proby (c. 1698 - 15 mars 1762) est un membre du Parlement anglais.

## Famille
Il est le fils de William Proby, d'Elton Hall dans le Huntingdonshire, et de Fort St George, Madras, fils de Charles Proby et héritier éloigné de Sir Peter Proby par l'intermédiaire de son cousin John Proby ,. John Proby est décédé en 1710, puis sa fille Frances en 1711 et William Proby en héritent . Il était également l'héritier de son grand-père paternel, Emmanuel Proby, qui était le quatrième fils de Sir Peter Proby .
Charles Proby est un proche allié de Sir Edward Winter lors des luttes de pouvoir à Madras dans les années 1660 . Il est décédé avant Dorothy son épouse, qui est morte en 1685. Il a un autre fils, Charles, qui devient recteur de Tewin, et une fille, Elizabeth, qui épouse Gabriel Roberts à Fort St. George en 1687 ,,.
William Proby se rend à Fort St George, Madras en tant qu'employé de la Compagnie britannique des Indes orientales, et y est écrivain en 1683 . Il est secrétaire du Conseil en 1688, sous la présidence d'Elihu Yale . En 1702, il s'installe à Surate, où il occupe la deuxième place au sein du Conseil. Il sert à ce titre pendant environ une décennie, sous les ordres de Nicholas Waite, Ephraim Bendall et William Aislabie .

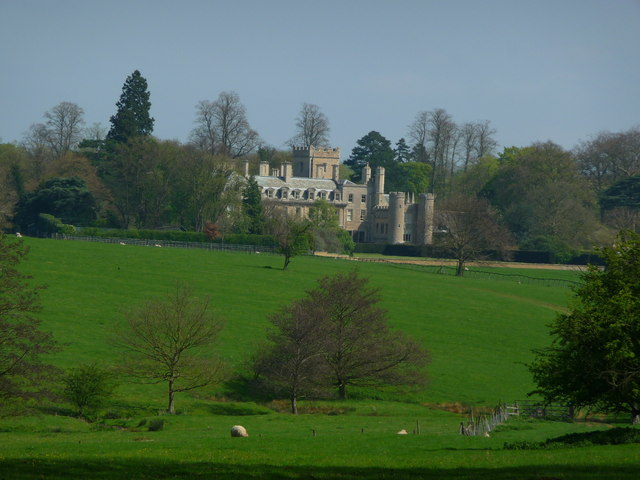
Elton Hall, Cambridgeshire

Il y a des informations contradictoires sur William Proby et sa famille. Sa mère Dorothy (née Torriano) épouse Thomas Lucas et meurt en 1685 à Madras. Selon une source, William épouse Frances Gray (née English, veuve de Thomas Gray) en 1693 et a deux enfants, John et Editha. Les enfants reviennent avec lui en Angleterre ,. Editha épouse Sir John Osborne, 7e baronnet, avec qui elle a six fils et quatre filles, et est décédée en 1745 .
William Proby est également enregistré comme marié à Henrietta, fille de Robert Cornewall (en), et Henrietta comme mère de John Proby . Le siège de la famille est Elton Hall, puis dans le Huntingdonshire . L'héritage Proby comprenait également le manoir de Ranes (Raans, Raynes, Amersham) dans le Buckinghamshire; il fut vendu en 1735. William Proby était haut-shérif du Buckinghamshire en 1719  et il succède à son père William en 1739.

## Carrière
Il est admis au Jesus College de Cambridge en 1715  Il est élu à la Chambre des communes pour le Huntingdonshire en 1722, poste qu'il occupe jusqu'en 1727 et représente plus tard Stamford de 1734 à 1747 .

## Famille
Il épouse l'hon. Jane, fille de John Leveson-Gower (1er baron Gower), en 1719. Ils ont cinq fils et une fille .
Un de leurs fils, Baptist Proby (décédé en 1807), devient doyen de Lichfield. Un autre fils, John, lui succède comme député de Stamford et est élevé à la pairie en tant que baron Carysfort. Jane Proby est décédée en 1726. Il est décédé en mars 1762.